# Andreï Miagkov
Andreï Vassilievitch Miagkov (en russe : Андре́й Васи́льевич Мягко́в), né le 8 juillet 1938 à Leningrad (Union soviétique) et mort le 18 février 2021 à  Moscou, est un acteur soviétique et russe,,.
Il est surtout connu pour les rôles qu'il a tenu dans plusieurs films réalisés par Eldar Riazanov, tels que L'Ironie du sort (1975), Romance de bureau (1977), Garage (1979) et Romance cruelle (1984),.

## Biographie
Andreï Miagkov a comme parents Vassili Dmitrievitch Miagkov (1908-1978), adjoint au directeur de l'école technique polygraphique de Léningrad, et Zinaïda Alexandrovna Miagkova (1913-1989), ingénieur en mécanique. Dans son enfance à Léningrad, l'acteur avait survécu au terrible blocus de la ville pendant la Seconde Guerre mondiale.
Il songe à une carrière théâtrale, mais, sous la pression de ses parents, fait les études à l'Institut d’État de technologie de Saint-Pétersbourg (ru), puis, travaille à l'Institut de recherche industrielle. Toutefois, sa passion pour le spectacle le pousse à tout abandonner, afin de passer le concours d'entrée de l'École-studio du Théâtre d'Art académique de Moscou. Il intègre la classe de maître de Vassili Markov. Diplômé en 1965, il devient acteur du Théâtre Sovremennik, qu'il quitte en 1977, pour le Théâtre d'art de Moscou. Après la dissolution de la troupe du MKhAT en 1987, il suit Oleg Efremov au Théâtre d'art Anton Tchekhov. Il enseigne également à l'école-studio du Théâtre d'Art. À plusieurs reprises, Miagkov a fait partie du jury du jeu télévisé KVN.
En tant que metteur en scène, Andreï Miagkov sur la scène du Théâtre d'art de Moscou en 1989 a adapté la pièce 'Night, Mother de Marsha Norman, en 2002 - Rétro basée sur la pièce d'Alexandre Galine.
L'artiste est décoré de l'ordre de l'Insigne de l'Honneur en 1998 et de l'ordre du Mérite pour la Patrie en 2003. Il est lauréat du prix théâtral russe Tchaïka en 2004.
Mort d'insuffisance cardiaque le 18 février 2021, Andreï Miagkov est inhumé au cimetière Troïekourovskoïe.

## Au théâtre (sélection)
- Au théâtre Sovremennik
  - Le Rêve de l'oncle
  - Les Bas-fonds (1968)
  - Les Bolcheviques (1967)
- Au Théâtre d'Art Tchekhov de Moscou
  - La Mouette (1980)
  - Oncle Vania (1985)
  - Boris Godounov (1994)
  - Les Trois Sœurs (1997)

## Filmographie partielle
- 1965 : Aventures d’un dentiste (Похождения зубного врача) de Elem Klimov
- 1968 : Les Frères Karamazov (Братья Карамазовы) de Kirill Lavrov, Ivan Pyryev et Mikhail Ulyanov
- 1972 : Un hôte inattendu (Нежданный гость) de Vladimir Monakhov
- 1972 : Grand maître (Гроссмейстер) de Sergueï Mikaelian
- 1975 : L'Ironie du sort (Ирония судьбы, или С лёгким паром!) de Eldar Riazanov (film en deux parties)
- 1975 : Vertige (Страх Высоты) de Aleksandr Vladimirovič Surin
- 1976 : Les Jours des Tourbine (Дни турбиных) de Vladimir Basov : Alekseï Tourbine
- 1977 : Assieds-toi à côté, Michka ! (ru)(Садись рядом, Мишка!) de Yakov Bazelian
- 1977 : Romance de bureau (Служебный роман) de Eldar Riazanov : Anatoli Novosseltsev
- 1979 : Garage (Гараж) de Eldar Riazanov
- 1983 : Postface (Послесловие) de Marlen Khoutsiev
- 1984 : Romance cruelle (Жестокий романс) de Eldar Riazanov
- 1986 : Pouchkine : le dernier chemin (Последняя дорога) de Leonid Menaker
- 1990 : La Mère (Мать) de Gleb Panfilov
- 1992 : À Odessa, il fait beau, mais il pleut à Little Odessa (На Дерибасовской хорошая погода, или На Брайтон-Бич опять идут дожди) de Leonid Gaïdaï
- 1993 : Tentations d'Automne (Осенние соблазны) de Vladimir Grammatikov
- 1998 : Contrat avec la mort (Контракт со смертью) de Dmitry Astrakhan
- 2007 : Ironie du sort 2 (Ирония судьбы. Продолжение) de Timour Bekmambetov